# Краснопёров, Егор Иванович
Его́р Ива́нович Краснопёров (1842, Малмыж, Вятская губерния — 10 января 1897, Пермь) — русский земский статистик.

## Биография
Сын священника, благочинного Ивана Гавриловича Красноперова (1808—1859) и его жены Надежды Георгиевны (1812—1860), урожденной Сатрапинской, дочери священника Малмыжского Богоявленского Собора.
Окончил Нолинское уездное училище, обучался в Вятской духовной семинарии, весной 1863 года был арестован за связь с казанскими революционными кругами (его двоюродный брат И. М. Краснопёров проходил по делу о «Казанском заговоре»). До 1867 г. находился в заключении. После освобождения в августе 1867 года работал секретарём Вятской губернской земской управы. В 1870 году за близкие сношения с пропагандистами был выслан в Костромскую губернию под надзор полиции, от которого освобождён в мае 1873 года без права жить в столицах, столичных и Вятской губерниях. В 1876 году он был принят на должность статистика в Пермское земство, в 1880-х заведовал пермским статистическим бюро. Здесь развернулась его широкая и плодотворная общественная и научная деятельность.
Егор Иванович был инициатором многих начинаний Пермского земства и своим трудом содействовал их реализации (учреждение первого в России кустарно-промышленного банка, ссудо-сберегательных касс, организация различных благотворительных акций и т. п.). Большое значение для Пермского края имела научная деятельность Егора Ивановича как экономиста и статистика. В центре его внимания стояли проблемы реализации реформы 1861 года в Пермской губернии, состояние крестьянского хозяйства и положение крестьян, меры содействия развитию сельского хозяйства в крае. Его статистико-экономический очерк «Сельскохозяйственные нужды Пермского края» был удостоен Золотой медали Императорского Российского географического общества. Широкое признание получили труды Егора Ивановича, посвящённые кустарной промышленности.
Умер Егор Иванович в Перми 10 января 1897 года.

## Основные публикации
- Красноперов Е. И. Местная земская статистико-экономическая хроника за 1883—1885 г. Вып. 1. — Пермь: тип. Губ. зем. управы, 1885.
- Красноперов Е. И. Материалы, относящиеся к переоценке лесов для губернской земской раскладки по сведениям, собранным. — Пермь: тип. Губ. зем. управы, 1887—1890.
- Красноперов Е. И. Кустарная промышленность Пермской губернии на Сибирско-Уральской научно-промышленной выставке в г. Екатеринбурге, в 1887 г. Вып. 1-3. — Пермь: Перм. губ. земство, 1888—1889
- Красноперов Е. И. Благотворительность, как один из факторов экономического благосостояния и прогресса / Пермский край : Сб. сведений о Перм. губ., изд. Перм. губ. стат. ком. под ред. Смышляева. Т. 1-. — Пермь, 1892—1895.
- Красноперов Е. И. Подворное исследование экономического положения сельского населения Оханского уезда, Пермской губернии, произведенное в 1890—1891 гг. : Вып. 1, 1896 г.
- Красноперов Е. И. Вознесенская волость, Оханского уезда, Пермской губернии: Итоги стат. сведений, собр. подворным исслед. экон. положения сел. населения Охан. уезда Перм. губ.; произвед. в 1890 г. / Е. И. Красноперов. — Пермь: Тип. губ. земской управы, 1893.
- Красноперов Е. И. Разбор проекта Осинской уездной земской раскладки, составленного священником Н. Н. Блиновым; Статистические приложения: (Докл., представл. Осин. уезд. зем. управе делопроизводителем Стат. бюро Е. И. Красноперовым). — Пермь: тип. Земск. управы, [1883].
- Красноперов Е. И. Двадцатипятилетие Пермского края со времени отмены крепостного права царем-освободителем, императором Александром II: Ист.-стат. Очерк. — Пермь: Пермск. губ. земство, 1886.
- Красноперов Е. И. Очерк экономического быта Дедюхинского заводского населения по данным посемейной переписи. — Пермь: тип. Губ. земск. управы, 1886.
- Красноперов Е. И. Сельскохозяйственные нужды Пермского края : Реф. работ Стат. бюро, учрежд. при Перм. губ. зем. управе «Материалы для сх. статистики Перм. губ.». — Пермь: тип. Губ. зем. управы, 1881.
- Красноперов Е. И. Енапаевская волость : Экон. исслед. — Пермь: тип. Губ. земск. управы, 1883.
- Красноперов Е. И. Основы местной земской статистики по экономическому отделу: Записка делопроизводителя Стат. бюро Е. И. Красноперова. — Пермь: тип. Губ. зем. управы, 1884.
- Красноперов Е. И. Статистические материалы к проекту учреждения эмеритальной кассы для служащих в Земстве Пермской губернии. — Пермь, 1889.
- Красноперов Е. И. Каталог с объяснительным текстом кустарно-промышленных изделий экспонентов Пермской губернии на Казанской научно-промышленной выставке : Сост. по поруч. Перм. губ. зем. управы Е. И. Красноперов. — Пермь, 1890.
- Красноперов Е. И. Кустарные промыслы и ремесла на Казанской научно-промышленной выставке 1890 г. — Пермь: тип. Губ. зем. управы, 1891. — 103 с.
- Красноперов Е. И. Материалы к составлению уставов и условий для кустарно-промышленных артелей и товариществ. — Пермь: тип. Губ. зем. управы, 1889.
- Красноперов Е. И. Благотворительность как один из факторов экономическаго благосостояния и прогресса. — Пермь: Тип. н-ков П. Ф. Каменского, 1892.